# Matt Cassel
Pour les articles homonymes, voir Cassel.
(en) Statistiques sur pro-football-reference
Matthew Brennan Cassel (né le 17 mai 1982 à Northridge, Los Angeles, Californie) est un joueur  professionnel de football américain ayant évolué au poste de quarterback dans la National Football League (NFL) pendant 14 saisons.
Il est recruté par les Patriots de la Nouvelle-Angleterre au 7e tour de la draft 2005. Il devient le quarterback titulaire des Patriots lors la première semaine de la saison 2008 à la suite de la grave blessure au genou du MVP de la saison précédente Tom Brady. Selon ESPN, il est le seul quarterback connu dans l'histoire de la NFL à débuter un match comme titulaire sans avoir commencé un match universitaire comme titulaire.
Il est actuellement analyste de football américain pour la chaîne télévisée NBC Sports Boston (en).

## Carrière universitaire
Cassel passe sa carrière universitaire chez les Trojans de l'université de Californie du Sud en tant que remplaçant des vainqueurs du trophée Heisman Carson Palmer (Bengals de Cincinnati) et Matt Leinart (Cardinals de l'Arizona). Il est le remplaçant de Palmer lorsque celui-ci remporte le trophée Hesiman en 2002. À l'automne suivant, Cassel perd la bataille pour le poste de 3e quarterback au profit de Matt Leinart. En conséquence,  au cours de la saison 2001,Cassel joue aux postes de tight end, de wide receiver et en équipes spéciales. Au terme de ses quatre années universitaires, Cassel affiche un bilan 19 passes réussies sur les 33 tentées dont une interception pour un gain cumulé de 192 yards sans avoir inscrit de touchdown.
Cassel, diplômé en communication, était le colocataire du quarterback Carson Palmer et du safety Troy Polamalu des Steelers de Pittsburgh,.

## Carrière professionnelle

### Patriots de la Nouvelle-Angleterre

#### Draft
Malgré le peu d'opportunités obtenues par Cassel chez les Trojans de l'USC pour montrer ses qualités, il est supervisé lors du Pro Day 2005 de l'USC par de nombreuses franchises de la NFL en vue de la draft. Un des entraineurs de Cassel chez les Trojans (Norm Chow) devenu coordinateur offensif des Titans du Tennessee avait envisagé d'engager Cassel en tant qu'agent libre non drafté. Celui-ci est surpris d'apprendre que les Patriots de la Nouvelle-Angleterre avaient sélectionné Cassel en 230e choix lors du septième tour de la draft 2005, en lieu et place de quarterbacks plus accomplis tels que Timmy Chang et le vainqueur de trophée Heisman 2003, Jason White.

#### 2005
En 2005, Cassel est désigné troisième quarterback des Patriots derrière Tom Brady et Doug Flutie.
Il participe à deux matchs des Patriots, réussissant 13 des 24 passes tentées pour deux touchdowns et une interception. C'est le 1er janvier 2006 face aux Dolphins de Miami qu'il inscrit son premier touchdown en trouvant à la passe son wide receiver Tim Dwight.

#### 2006
En 2006, Cassel devient le deuxième quarterback des Patriots derrière Tom Brady, à la suite de la retraite de Flutie. Bien que les Patriots aient envisagé de signer un quarterback vétéran pour le poste de numéro 2, Cassel réalise de bons matchs en avant saison. Il reste le premier remplaçant de Brady, malgré l'ajout de l'ancien vainqueur du trophée Heisman Vinny Testaverde dans l'effectif.
Il participe à six matchs sur la saison, réussissant cinq de ses huit passes tentées.

#### 2007
Il est toujours premier remplaçant de Tom Brady en 2007.
Il participe à six matchs et réussit quatre de ses sept passes tentées malgré une interception.

#### 2008
Lors du match de la 1re semaine face aux Chiefs de Kansas City, Cassel est amené à remplacer Tom Brady lors du premier quart temps, celui-ci s'étant occasionné une entorse des ligaments croisés antérieurs et médians à la suite d'un plaquage du safety des Chiefs, Bernard Pollard. Cassel joue le reste du match et permet aux Patriots de gagner sur le score de 17 à 10, réussissant 13 des 18 passes tentées pour un gain cumulé de 152 yards et 1 touchdown.
Le lendemain, les Patriots annoncent que la saison de Brady est terminée. Bien que la franchise ait pris contact avec les quarterbacks expérimentés Chris Simms et Tim Rattay, elle n'en engage aucun et confirme Cassel en tant que titulaire au poste de quarterback.
Le 14 septembre 2008, Cassel commence son premier match professionnel en tant que titulaire face aux Jets de New York.
Cassel est désigné meilleur joueur offensif AFC de la 7e semaine pour sa performance lors du match contre les Broncos de Denver joué à l'occasion du Monday Night Football. Il y avait gagné un total de 183 yards à la passe et inscrit 3 touchdowns.
Le 13 novembre 2008, contre les Jets de New York, il gagne 62 yards à la course et plus de 400 yards à la passe en 30 passes réussies (sur les 51 tentées) tout en inscrivant trois touchdowns. Il devient ainsi le premier joueur depuis la fusion NFL-AFL à gagner 400 yards à la passe et au moins 60 yards à la course lors d'un même match.
La semaine suivante contre les Dolphins de Miami, il gagne à nouveau plus de 400 yards par la passe et inscrit 3 touchdowns en trouvant à chaque fois son receveur Randy Moss. Il devient ainsi le premier joueur de l'histoire des Patriots à gagner plus de 400 yards lors de 2 matchs consécutifs et le 5e joueur de l'histoire de la NFL à réaliser cet exploit. Il est désigné meilleur joueur offensif AFC de la semaine pour la seconde fois de la saison.
Les Patriots de la Nouvelle-Angleterre terminent la saison avec un bilan de 11 victoires et 5 défaites mais ne sont pas qualifiés pour la série éliminatoire. Cassel affiche un bilan final de 3 693 yards à la passe, 21 touchdowns et 11 interceptions. En février 2009, les Patriots utilisent leur franchise tag sur Matt Cassel, étendant ainsi son contrat d'une saison pour une valeur de 14,65 millions de dollars.

### Chiefs de Kansas City

#### 2009

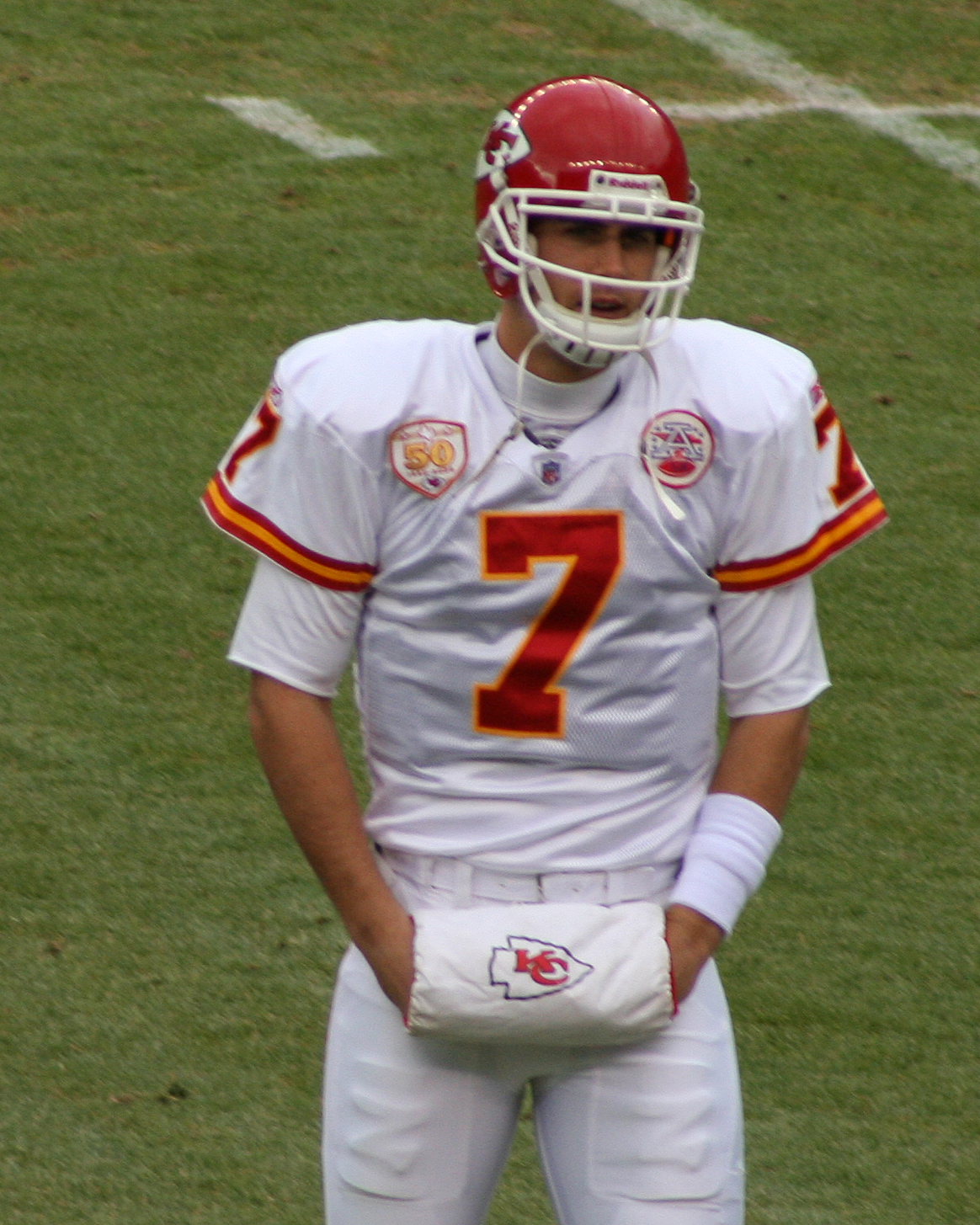
Matt Cassel avec les Chiefs lors de la saison 2009

Le 28 février 2009, les Patriots échangent Cassel et le linebacker Mike Vrabel aux Chiefs de Kansas City contre le 34e choix de la draft 2009 (ils y sélectionneront Patrick Chung). Le 14 juillet 2009, Cassel signe avec les Chiefs un contrat d'une durée de six ans pour un montant de 62,7 millions de dollars dont 28 garantis.
Il entre en compétition pour le poste de quarterback avec Tyler Thigpen. Finalement, Cassel est désigné titulaire pour le poste, Thigpen ayant été échangé aux Dolphins de Miami le 29 septembre 2009. Cassel rate le premier match de la saison régulière en raison d'une blessure au genou occasionnée lors du premier match de l'inter saison. Lors des 15 matchs qu'il disputera, il totalisera 2 924 yards à la passe, 16 touchdowns et 16 interceptions, réussissant 55 % des passes tentées pour un gain moyen de 5,9 yards par passe.
Ironiquement, Cassel a comme coéquipier Bernard Pollard, joueur qui avait blessé Tom Brady permettant à Cassel de devenir titulaire. Il porte le no 7, le no 16 qu'il portait chez les Patriots ayant été retiré par les Chiefs en l'honneur de l'ancien quarterback Len Dawson.

#### 2010
Lors des quatre matchs du mois de novembre, il a réussi 90 des 144 passes tentées (taux de réussite de 62,5 %) pour un gain total de 1 111 yards, 12 touchdowns et une interception. À la suite de ces performances, il est désigné meilleur joueur offensif AFC du mois de novembre.
En 15 match, Cassel totalise 3 116 yards à la passe, 27 touchdowns et 7 interceptions. Avec un bilan de 10 victoires et de six défaites, les Chiefs se qualifient pour la série éliminatoire en finissant premier de l'AFC West, une première depuis la saison 2003. Le 9 janvier 2010, les Chiefs affrontent les Ravens de Baltimore lors du match de tour de division. Cassel réussit 9 des 18 passes tentées mais est intercepté à trois reprises et les Chiefs perdent le match 7 à 30.
Cassel est sélectionné pour le Pro Bowl en remplacement de Tom Brady, lequel étant blessé ne peut pas participer au match.

#### 2011
La saison 2011 de Cassel est ralentie par une blessure et il subit une baisse de production. Le 13 novembre 2011, il se blesse à la main droite, celle qu'il utilise pour lancer le ballon. Un peu plus d'une semaine plus tard, l'entraîneur principal des Chiefs, Todd Haley, annonce que la main de Cassel est fracturée. Cassel rejoint la liste des réservistes blessés et manque le reste de la saison. En 9 matchs, il gagne 1 713 yards, inscrit 10 touchdowns et se fait intercepter à 9 reprises.

#### 2012
La saison 2012 de Cassel encore marquée par des blessures et des contre-performances. Le 7 octobre 2012, il se blesse à la tête contre les Ravens de Baltimore ce qui le prive de quelques matchs. Avant cette blessure, il avait totalisé neuf interceptions, cinq fumbles et une victoire en cinq matchs. Bien que guéri de sa blessure, le nouvel entraîneur principal des Chiefs, Romeo Crennel, désigne Brady Quinn comme quarterback titulaire le 22 octobre 2012. Cassel sera à nouveau titulaire lors de quatre autres matchs qui se soldent tous par des défaites.
En 9 matchs joués sur la saison, Cassel a gagné 1 796 yards, inscrit 6 touchdowns malgré 12 interceptions.
Le 14 mars 2013, le jour même de la signature d'Alex Smith avec les Chiefs, Cassel est libéré.
En 48 matchs avec les Chiefs, il aura inscrit 59 touchdowns à la passe et se sera fait intercepté à 44 reprises.

### Vikings du Minnesota

#### 2013
Le jour même où il est libéré par les Chiefs, Cassel signe un contrat de deux ans pour un montant de 7,4 millions de dollars avec les Vikings du Minnesota.
Il est désigné premier remplaçant de Christian Ponder, quarterback titulaire des Vikings. Le 29 septembre 2013, Cassel est titularisé, Ponder étant blessé aux côtes. Deux semaines plus tard, Ponder revient. Cassel est retitularisé le 8 décembre 2013 contre les Ravens de Baltimore, à la suite d'une autre blessure de Ponder. Après ce match, grâce à ses bonnes performances durant les absences de Christian Ponder, il est désigné titulaire pour le reste de la saison. En 9 matchs, il totalise 1 807 yards et inscrit 11 touchdowns à la passe malgré 9 interceptions.

#### 2014

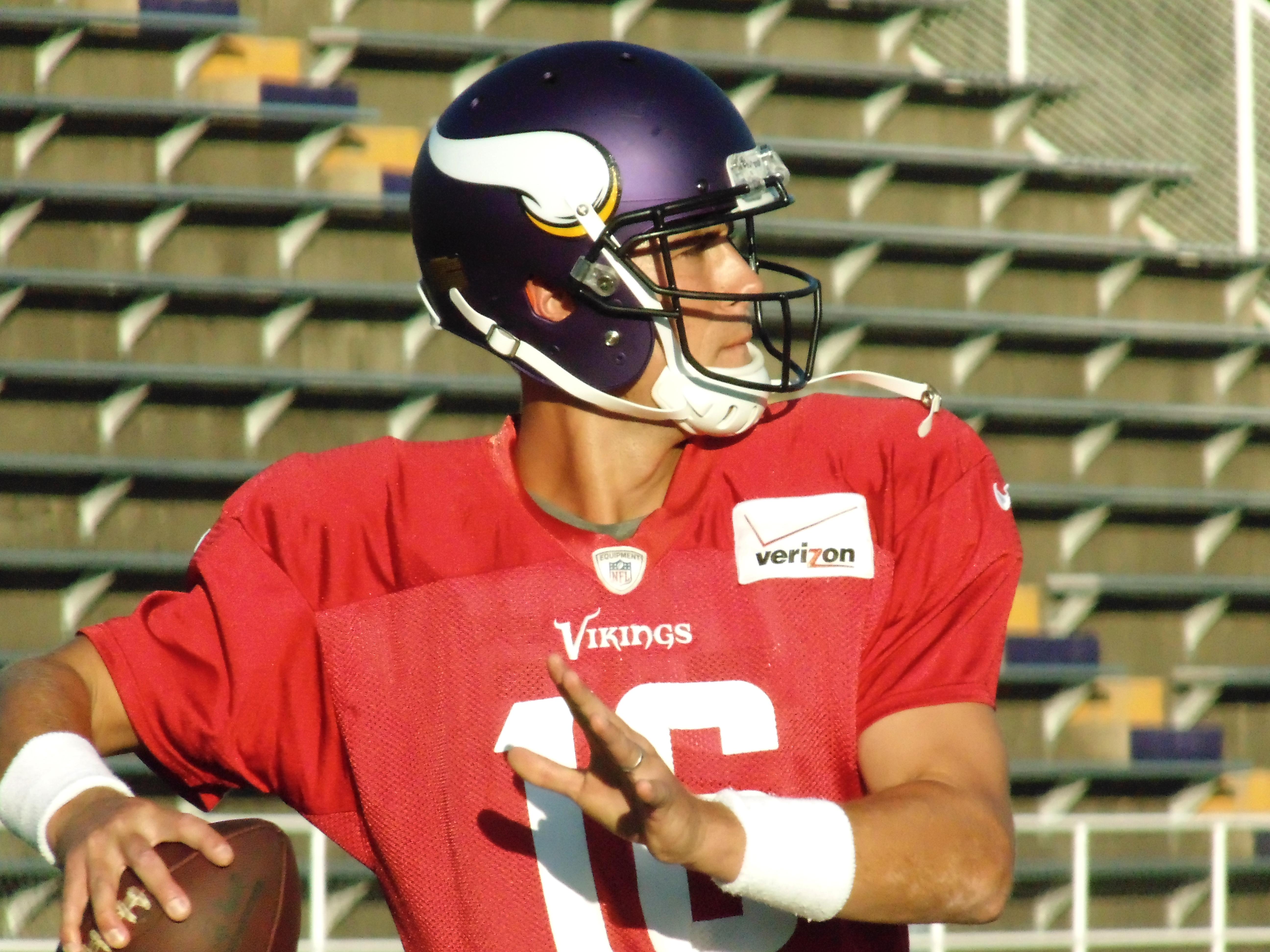
Matt Cassel durant le camp d'entraînement des Vikings en 2014.

Au début de l'année 2014, Cassel décide de renégocier son contrat qui le lie avec les Vikings afin d'augmenter son salaire. Le 7 mars 2014, il signe un nouveau contrat de deux ans d'un montant de 10,5 millions de dollars.
Il est désigné titulaire dès le début de la saison régulière par Mike Zimmer, entraîneur principal des Vikings. Le 21 septembre 2014, lors du troisième match de la saison, il se casse le pied, ce qui met un terme à sa saison. En trois matchs joués, il totalise un gain de 425 yards par la passe, trois touchdowns ainsi que quatre interceptions.

### Bills de Buffalo

#### 2015
Le 10 mars 2015, Cassel est échangé avec un choix de sixième tour de la draft 2015, aux Bills de Buffalo contre des choix de cinquième et de septième tour de la draft 2015. En mars 2015, il signe un contrat d'un an pour un montant de deux millions de dollars avec les Bills de Buffalo.
Cassel entre en compétition pour le poste de quarterback titulaire avec E.J. Manuel (choix de premier tour de la draft 2014) et avec Tyrod Taylor. Rex Ryan, entraîneur principal des Bills, laisse la compétition ouverte durant la saison décidant, semaine après semaine, lequel des trois joueurs sera le titulaire. Cassel ne joue en tant que titulaire que le match d'ouverture disputé contre les Colts d'Indianapolis avant d'être échangé aux Cowboys de Dallas. Lors de ce match, il ne tente aucune passe, puisque c'est finalement Tyrod Taylor qui jouera la grande majorité du mach, laissant Cassel sur le banc.

### Cowboys de Dallas

#### 2015
Le 22 septembre 2015, à la suite d'une fracture de la clavicule de leur quarterback titulaire, Tony Romo, les Cowboys de Dallas échangent un choix de cinquième tour de la draft 2016 aux Bills de Buffalo contre Matt Cassel et un choix de septième tour.
Il joue son premier match comme titulaire avec les Cowboys le 25 octobre 2015 contre les Giants de New York. Il réussit 17 de ses 27 tentatives de passes pour des gains cumulé de 227 yards, un touchdown et trois interceptions. En neuf matchs avec les Cowboys, il réussit 119 des 205 passes tentées pour un gain total de 1 276 yards, cinq touchdowns et sept interceptions. Les Cowboys ne remportent qu'un seul des sept matchs joués avec Cassel en tant que titulaire.

### Titans du Tennessee

#### 2016
Cassel signe avec les Titans du Tennessee le 10 mars 2016. Lors du match de la 16e semaine le soir de Noël contre les Jaguars de Jacksonville (défaite 17 à 38), Cassel monte au jeu lors du 3e quart temps après que Marcus Mariota se soit blessé à la jambe. Il réussit 13 des 24 passes tentées (une interception), gagne 124 yards et inscrit un touchdown. Mariota étant toujours blessé, il joue et remporte le dernier match de la saison contre les Texans de Houston (24 à 17). Il y réussit 16 de ses 26 passes tentées malgré une interception, gagne 150 yards au total et inscrit un touchdown à la passe,.

#### 2017
Le 2 mars 2017, Cassel signe une extension de contrat de deux ans pour un montant de 5,25 millions de $ avec les Titans.
Le 1er octobre 2017 contre les Texans de Houston (défaite 14-57), Mariota se blesse aux ischio-jambiers dans le 3e quart temps et est remplacé par Cassel lequel réussit 4 des 10 passes tentées dont deux interceptions pour un gain cumulé de 21 yards. Mariota étant toujours blessé, Cassell est titulaire la semaine suivant contre les Dolphins de Miami (défaite 10 à 16). Il y réussit 21 des 32 passes tentées gagnant un total de 141 yards et inscrivant un touchdown à la passe.
Le 9 mars 2018, Cassel est libéré par les Titans.

### Lions de Détroit

#### 2018
Le 4 avril 2018, Cassel signe un contrat d'un an pour un montant de 1 105 000 $ avec les Lions de Détroit. IL y fait ses débuts lors du match d'ouverture contre les Jets de New York (défaite 17 à 48) lorsqu'il monte au jeu et remplace Matthew Stafford. Il fait également une apparition en 16e semaine contre les Vikings du Minnesota (défaite 9 à 27).

## Statistiques professionnelles
| Année              | Équipe                             | MJ  |         | Passes   | Passes | Passes | Passes | Passes | Passes | Passes  |       | Courses | Courses | Courses | Courses |     | Sacks  | Sacks |  | Fumbles | Fumbles |
| Année              | Équipe                             | MJ  | Tentées | Réussies | Pct.   | Yards  | TD     | Int.   | Éval.  | Tentées | Yards | Moy.    | TD      | Nb.     | Yards   | Nb. | Perdus |       |  |         |         |
| 2005               | Patriots de la Nouvelle-Angleterre | 02  | 024     | 013      | 54,2   | 0 183  | 02     | 01     | 89,4   | 06      | 012   | 2,0     | 0       | 01      | 01      | 02  | 0      |       |  |         |         |
| 2006               | Patriots de la Nouvelle-Angleterre | 06  | 08      | 05       | 62,5   | 0 32   | 0      | 0      | 70,8   | 03      | 04    | 2,0     | 0       | 03      | 015     | 01  | 1      |       |  |         |         |
| 2007               | Patriots de la Nouvelle-Angleterre | 06  | 07      | 04       | 57,1   | 0 38   | 0      | 01     | 32,7   | 04      | 012   | 3,0     | 1       | 0       | 0       | 01  | 0      |       |  |         |         |
| 2008               | Patriots de la Nouvelle-Angleterre | 16  | 516     | 327      | 63,4   | 3 693  | 21     | 11     | 89,4   | 73      | 270   | 3,7     | 2       | 47      | 219     | 07  | 4      |       |  |         |         |
| 2009               | Chiefs de Kansas City              | 15  | 493     | 271      | 55,0   | 2 924  | 16     | 16     | 69,9   | 50      | 189   | 3,8     | 0       | 42      | 243     | 14  | 3      |       |  |         |         |
| 2010               | Chiefs de Kansas City              | 15  | 450     | 262      | 63,4   | 3 116  | 27     | 07     | 93,0   | 33      | 125   | 3,8     | 0       | 26      | 182     | 03  | 1      |       |  |         |         |
| 2011               | Chiefs de Kansas City              | 09  | 269     | 160      | 59,5   | 1 713  | 10     | 09     | 76,6   | 25      | 099   | 4,0     | 0       | 22      | 120     | 05  | 2      |       |  |         |         |
| 2012               | Chiefs de Kansas City              | 09  | 277     | 161      | 58,1   | 1 796  | 06     | 12     | 66,7   | 27      | 145   | 5,4     | 1       | 19      | 101     | 09  | 7      |       |  |         |         |
| 2013               | Vikings du Minnesota               | 09  | 254     | 153      | 60,2   | 1 807  | 11     | 09     | 81,6   | 18      | 057   | 3,2     | 1       | 16      | 085     | 03  | 1      |       |  |         |         |
| 2014               | Vikings du Minnesota               | 03  | 071     | 041      | 57,7   | 0 425  | 03     | 04     | 65,8   | 09      | 018   | 2,0     | 0       | 06      | 039     | 03  | 0      |       |  |         |         |
| 2015               | Bills de Buffalo                   | 01  | -       | -        | -      | -      | -      | -      | -      | -       | -     | -       | -       | 0       | 0       | 0   | 0      |       |  |         |         |
| 2015               | Cowboys de Dallas                  | 09  | 204     | 119      | 58,3   | 1 276  | 05     | 07     | 70,6   | 15      | 078   | 5,2     | 0       | 14      | 086     | 04  | 0      |       |  |         |         |
| 2016               | Titans du Tennessee                | 04  | 051     | 030      | 58,8   | 0 284  | 02     | 02     | 71,0   | 04      | 03    | 0,8     | 0       | 05      | 023     | 01  | 0      |       |  |         |         |
| 2017               | Titans du Tennessee                | 02  | 042     | 025      | 59,5   | 0 162  | 01     | 02     | 55,9   | -       | -     | -       | -       | 08      | 030     | 02  | 2      |       |  |         |         |
| 2018               | Lions de Détroit                   | 02  | 017     | 07       | 41,2   | 059    | 0      | 01     | 26,3   | 02      | 013   | 6,5     | 0       | 01      | 013     | 0   | 0      |       |  |         |         |
| Totaux en carrière | Totaux en carrière                 | 108 | 2 683   | 1 578    | 58,8   | 17 508 | 104    | 82     | 78,6   | 267     | 1 011 | 3,8     | 5       | 210     | 1 157   | 55  | 21     |       |  |         |         |

| Année              | Équipe                             | MJ |         | Passes   | Passes | Passes | Passes | Passes | Passes | Passes  |       | Courses | Courses | Courses | Courses |     | Sacks  | Sacks |  | Fumbles | Fumbles |
| Année              | Équipe                             | MJ | Tentées | Réussies | Pct.   | Yards  | TD     | Int.   | Éval.  | Tentées | Yards | Moy.    | TD      | Nb.     | Yards   | Nb. | Perdus |       |  |         |         |
| 2005               | Patriots de la Nouvelle-Angleterre | 1  | 0       | 0        | 00,0   | 0      | 0      | 0      | 00,0   | 1       | - 1   | - 1,0   | 0       | 0       | 0       | 0   | 0      |       |  |         |         |
| 2006               | Patriots de la Nouvelle-Angleterre | 3  | 0       | 0        | 00,0   | 0      | 0      | 0      | 00,0   | 0       | 0     | 00,0    | 0       | 0       | 0       | 0   | 0      |       |  |         |         |
| 2010               | Chiefs de Kansas City              | 1  | 18      | 9        | 50,0   | 70     | 0      | 3      | 20,4   | 3       | 06    | 02,0    | 0       | 3       | 17      | 0   | 0      |       |  |         |         |
| Totaux en carrière | Totaux en carrière                 | 5  | 18      | 9        | 50,0   | 70     | 0      | 3      | 20,4   | 4       | 05    | 01,3    | 0       | 3       | 17      | 0   | 0      |       |  |         |         |

## Vie privée
Cassel est le fils de Barbara Cassel et Greg Cassel.
En février 2007, Cassel épouse son amie de longue date, Lauren Killian, une ancienne joueuse de volleyball à USC. Carson Palmer a été son témoin de mariage.
Son frère, Jack Cassel (en) a été un joueur de baseball pour les Padres de San Diego et les Astros de Houston Son autre frère Justin Cassel (en) a été un joueur de baseball pour les White Sox de Chicago pendant six saisons.
La nuit du 26 janvier 2012, un incendie s'est déclaré dans la maison d'une famille du village de Loch Lloyd au Missouri. Cassel, apercevant la fumée, a couru vers leur maison pour les alerter. La famille a pu sortir vivante de l’incendie.